# Roumanie au Concours Eurovision de la chanson 2023
La Roumanie est l'un des trente-sept pays participant au Concours Eurovision de la chanson 2023, qui se tient du 9 au 13 mai 2023 à Liverpool au Royaume-Uni. Le pays est représenté par Theodor Andrei, avec sa chanson D.G.T. (Off and On). Le pays se classe 15een demi-finale, ne recevant aucun point et ne parvenant pas, par conséquent, à se qualifier pour la finale.

## Sélection
La Roumanie confirme sa participation au Concours le 26 août 2022. Le représentant et sa chanson sont choisis par le biais d'une sélection nationale, intitulée Selecția Națională.

### Format
Douze chansons participent au concours, qui se déroule en une soirée, le 11 février 2023 dans les studios de TVR.

### Participants
La période de candidatures dure du 14 novembre au 11 décembre 2022. 85 chansons ont été soumises pendant cette période. La liste des participants est révélée par TVR le 17 décembre 2022. Parmi eux, la candidate Andrada Popa a représenté son pays au Concours Eurovision de la chanson junior 2008 avec Mădălina Lefter, et terminé à la neuvième place, parmi les quinze participants.
| Artiste                                    | Titre               | Langue          | Auteur(s)                                                                             |
| ------------------------------------------ | ------------------- | --------------- | ------------------------------------------------------------------------------------- |
| Adriana Moraru                             | Faralaes            | Espagnol        | Oana Adriana Moraru                                                                   |
| Aledaida                                   | Bla Bla Bla         | Anglais         | Liam Erixon, Emilija Jokubaitytė, Ellis Sportel, Andrei Mihai                         |
| Amia                                       | Puppet              | Anglais         | Erin Dăneţ, Cătălina Ioana Oteleanu, Alexia Maria Troaca                              |
| Andrada Popa                               | No Time for Me      | Anglais         | Andrada Popa, Ciprian Lemnaru                                                         |
| Andreea D Folclor Orchestra                | Periniţa mea        | Roumain         | Silviu Păduraru, Andreea Păduraru                                                     |
| Andrei Duţu                                | Statues             | Anglais         | Kjetil Mørland, Aidan O'Connor                                                        |
| Deiona                                     | Call on Me          | Anglais         | Erin Dăneţ, Cătălina Ioana Oteleanu, Andreea Ioana Stoica                             |
| JaxMan                                     | Bad & Cool          | Anglais         | Erin Dăneţ, Cătălina Ioana Oteleanu                                                   |
| Maryliss                                   | Hai vino            | Roumain         | Maria Avramescu                                                                       |
| Ocean Drive                                | Take You Home       | Anglais         | Alin Mihai Dunca, Andrei Glad Condor, Cătălin Peter, Czol Laszlo, David Andrei Dragoș |
| Steven Roho, Gabriella & Formaţia Albatros | Lele                | Anglais         | Alex Rosu, Formația Albatros, Gabriela Lazar                                          |
| Theodor Andrei                             | D.G.T. (Off and On) | Roumain,anglais | Theodor Andrei, Luca De Mezzo, Mikail Jahed, Luca Udățeanu                            |

#### Finale
La finale est diffusée le samedi 11 février 2023.
- Première place
- Deuxième place
- Troisième place
- Dernière place

| Ordre | Artiste                                    | Titre               | Nombre de voix | Nombre de voix | Nombre de voix | Place |
| Ordre | Artiste                                    | Titre               | Télévote       | Vote en ligne  | Total          | Place |
| ----- | ------------------------------------------ | ------------------- | -------------- | -------------- | -------------- | ----- |
| 1     | Deiona                                     | Call on Me          | 925            | 953            | 1 878          | 9     |
| 2     | Andrada Popa                               | No Time for Me      | 704            | 902            | 1 606          | 10    |
| 3     | Ocean Drive                                | Take You Home       | 867            | 602            | 1 469          | 11    |
| 4     | Amia                                       | Puppet              | 2 346          | 1 886          | 4 232          | 5     |
| 5     | Andrei Duţu                                | Statues             | 2 269          | 2 033          | 4 302          | 3     |
| 6     | Theodor Andrei                             | D.G.T. (Off and On) | 2 556          | 2 674          | 5 230          | 1     |
| 7     | Steven Roho, Gabriella & Formaţia Albatros | Lele                | 1 626          | 1 231          | 2 857          | 6     |
| 8     | Aledaida                                   | Bla Bla Bla         | 2 118          | 2 132          | 4 250          | 4     |
| 9     | Adriana Moraru                             | Faralaes            | 510            | 415            | 925            | 12    |
| 10    | Maryliss                                   | Hai vino            | 1 497          | 974            | 2 471          | 7     |
| 11    | JaxMan                                     | Bad & Cool          | 1 271          | 1 188          | 2 459          | 8     |
| 12    | Andreea D Folclor Orchestra                | Periniţa mea        | 2 896          | 1 946          | 4 845          | 2     |

C'est donc Theodor Andrei qui représente la Roumanie, avec sa chanson D.G.T. (Off and On).

## À l'Eurovision
La Roumanie participe à la seconde demi-finale du jeudi 11 mai. N'Y recevant aucun point, le pays se classe 15e et ne parvient pas à se qualifier en finale